# Vasilij Stepanovič Popov (generale 1894-1967)
Vasilij Stepanovič Popov (in russo Василий Степанович Попов?; Preobraženskaja, 8 gennaio 1894, 26 dicembre 1893 del calendario giuliano – Mosca, 2 luglio 1967) è stato un generale sovietico.
Nel 1945 fu insignito del titolo di Eroe dell'Unione Sovietica.